# Іванків (Могилів-Подільський район)
Іва́нків — село в Україні, у Ямпільській міській громаді Могилів-Подільського району Вінницької області. Населення становить 271 особу.

## Назва
7 червня 1946 р. село Янкулів отримало назву «Іванків» і Янкулівську сільську Раду названо Іванківською.

## Історія
В давнину село належало до Цекинівського ключа, який належав Любомирським.
На 1880 р. село належало до Ямпільської волості Ямпільського повіту Подільської губернії. Було 375 жителів і 70 будинків. Землі у власності селян — 545 десятин, поміщиків Ґурських — 1110 десятин.
7 (20) листопада 1917 року, відповідно до Третього Універсалу Української Центральної Ради, увійшло до складу Української Народної Республіки.
12 червня 2020 року, відповідно до Розпорядження Кабінету Міністрів України № 707-р «Про визначення адміністративних центрів та затвердження територій територіальних громад Вінницької області», увійшло до складу Ямпільської міської громади.
19 липня 2020 року, в результаті адміністративно-територіальної реформи та ліквідації Ямпільського району, село увійшло до складу новоутвореного Могилів-Подільського району.

## Населення
Згідно з переписом УРСР 1989 року чисельність наявного населення села становила 319 осіб, з яких 128 чоловіків та 191 жінка.
За переписом населення України 2001 року в селі мешкала 271 особа.

### Мова
Розподіл населення за рідною мовою за даними перепису 2001 року:
| Мова       | Відсоток |
| ---------- | -------- |
| українська | 95,20 %  |
| російська  | 2,58 %   |
| молдовська | 1,48 %   |
| німецька   | 0,74 %   |